# 柳本甚次郎
柳本 甚次郎（やなぎもと じんじろう）は、戦国時代の武将。細川晴元の家臣。三条城主。

## 略歴
柳本家当主・柳本賢治は、細川晴元に協力して細川高国を打ち破り、新たに樹立された細川晴元政権の一員となっていたが、三好元長との間に軋轢を多く起こしていた。享禄3年（1530年）6月、賢治は浦上村宗との戦いの最中刺客に暗殺されるが、賢治の子・虎満丸は幼少であったため、その名代を一族の甚次郎が務めた。
享禄3年（1530年）12月には、高国派の重鎮であった細川元治（玄蕃頭家）を討とうと企てて失敗に終わっている。
享禄4年（1531年）、高国を大物崩れで討ち取った後、元長は木沢長政ら晴元の家臣達と対立するに至る。そして享禄5年（1532年）1月、晴元の家臣の一人であった甚次郎にその矛先が向き、元長は甚次郎の居城である京都三条城を攻撃した。三条城は落城し、甚次郎は討死を遂げた。
甚次郎を元長が殺害したことで、元長と晴元との対立が激化する。阿波細川家の細川持隆（氏之）がこれを仲裁し、元長とその家臣達が剃髪して恭順の意を示すことで和睦が成立したが、持隆はその後晴元と義絶して阿波に帰国し、対立は再燃し晴元は元長を討つことになる。